# Kanton Saint-Vit
Kanton Saint-Vit (francouzsky Canton de Saint-Vit) je francouzský kanton v departementu Doubs v regionu Burgundsko-Franche-Comté. Tvoří ho 62 obcí. Zřízen byl po reformě kantonů 2014.

## Obce kantonu
| - Abbans-Dessous - Abbans-Dessus - Arc-et-Senans - Bartherans - Berthelange - Brères - Buffard - Burgille - By - Byans-sur-Doubs - Cessey - Charnay - Châtillon-sur-Lison - Chay - Chenecey-Buillon - Chevigney-sur-l'Ognon - Chouzelot - Corcelles-Ferrières - Corcondray - Courcelles - Courchapon - Cussey-sur-Lison - Échay - Émagny - Épeugney - Étrabonne - Ferrières-les-Bois - Fourg - Franey - Goux-sous-Landet - Jallerange | - Lantenne-Vertière - Lavans-Quingey - Lavernay - Liesle - Lombard - Mercey-le-Grand - Mesmay - Moncley - Montrond-le-Château - Le Moutherot - Myon - Palantine - Paroy - Pessans - Placey - Pouilley-Français - Quingey - Recologne - Rennes-sur-Loue - Ronchaux - Roset-Fluans - Rouhe - Ruffey-le-Château - Rurey - Saint-Vit - Samson - Sauvagney - Le Val - Velesmes-Essarts - Villars-Saint-Georges - Villers-Buzon |